# Henry Edward Napier
Henry Edward Napier (5 mars 1789 – 13 octobre 1853) est un officier de la marine britannique et un historien.

## Famille
Il est le cinquième fils du colonel George Napier, et de sa seconde épouse, Sarah Lennox, septième fille du 2e duc de Richmond, et une des célèbres sœurs Lennox. Ses frères sont le général Sir Charles James Napier, commandant en chef en Inde , le conquérant de Sind; le lieutenant-général Sir George Thomas Napier, gouverneur et commandant du Cap de Bonne-Espérance; et le général Sir William Francis Patrick Napier, Lieutenant-gouverneur de Guernesey, et auteur de l' Histoire de la Guerre de la Péninsule.

## Carrière navale
Il entre dans le Royal Naval Academy à Portsmouth Dockyard le 5 mai 1803, et le 20 septembre 1806, il rejoint le Vaisseau de 74 canons Spencer, en tant que première classe. Sous les ordres du capitaine Robert Stopford et John Quilliam, il visite le Cap de Bonne-Espérance, et comme aspirant prend part au bombardement de Copenhague, et à la destruction du château de Fleckeroe, sur la côte de la Norvège. De décembre 1808 à septembre 1811, il sert dans les Indes orientales à bord de la frégate Clorinde sous les ordres du Capitaine Thomas Briggs; le Vaisseau de 74 canons Russell, du vice-amiral William O'Bryen Drury, et la frégate Diomède, avec le capitaine Hugh Cuire. Il est nommé lieutenant de la Diomède le 31 octobre 1809, recevant sa commission le 4 mai 1810.
En 1812-1813, il sert à bord du Chatham, sous le capitaine Graham Moore, et sur les frégates la Minerve, avec le capitaine Richard Hawkins, et la Nymphe, avec le capitaine Farmery Predam Epworth, sur la Mer du Nord et en Amérique du Nord. Le 7 juin 1814, il est promu commandant du sloop le Gorée aux Bermudes; et bientôt après nommé sur le brick-aviso le Carabinier, employé à protéger les navires marchands dans la Baie de Fundy. En août 1815 Napier est envoyé en demi-solde, après avoir refusé d'accepter une décoration qui avait été voté pour sa conduite des convois entre le port de Saint-Jean (Nouveau-Brunswick) et Castine (Maine). Son dernier poste est sur le Jaseur à Halifax de janvier 1821 à juillet 1823, et sur le Pelorus à Plymouth, pour une brève période en 1826. Il est promu au grade de capitaine le 31 décembre 1830.

## L'écrivain
Il est élu fellow de la Royal Society le 18 mai 1820. Son principal ouvrage est l'Histoire florentine depuis les premiers documents d'archives Authentiques à l'Adhésion de Ferdinand le Troisième, Grand duc de Toscane, en six volumes, publiés en 1846-47.

## Vie personnelle
Le 17 novembre 1823, il épouse sa cousine, Lady Caroline Bennet, la fille illégitime de son oncle Charles Lennox (3e duc de Richmond). Ils ont cinq enfants, Augusta Sarah né en 1826, Charles George, né en 1829, Adélaïde Harriet Sophia 1831-1832, Arthur Lennox 1833-1839 et Richard Henry, né en 1836. Elle meurt à Florence le 5 septembre 1836.
Napier est décédé au 62 Cadogan Place, à Londres, le 13 octobre 1853.